# تيكومة بيضاء الخشب
تيكومة بيضاء الخشب (الاسم العلمي:Tecoma leucoxylon) هي نوع غير مؤكد من النباتات يتبع جنس التيكومة من الفصيلة البنيونية.